# Neoliodes notactis
Neoliodes notactis är en kvalsterart som först beskrevs av Paul Gervais 1849.  Neoliodes notactis ingår i släktet Neoliodes och familjen Neoliodidae. Inga underarter finns listade i Catalogue of Life.